# كال سنودن
كال سنودن (بالإنجليزية: Cal Snowden)‏ هو لاعب كرة قدم أمريكية أمريكي، ولد في 29 نوفمبر 1946 في واشنطن العاصمة في الولايات المتحدة.

## وصلات خارجية
- كال سنودن على موقع مرجع كرة القدم المحترفة.كوم (الإنجليزية)